# Dopatrium
Dopatrium é um género botânico pertencente à família Plantaginaceae. Tradicionalmente este gênero era classificado na família das Scrophulariaceae.

## Espécies
Formado por 14 espécies:
- Dopatrium acutifolium Bonati
- Dopatrium angolense Skan
- Dopatrium baoulense A.Chev.
- Dopatrium caespitosum P.Taylor
- Dopatrium dortmanna S.Moore
- Dopatrium junceum (Roxb.) Buch.-Ham. ex Benth.
- Dopatrium lobelioides (Retz.) Benth.
- Dopatrium longidens Skan
- Dopatrium macranthum Oliv.
- Dopatrium nudicaule (Willd.) Benth.
- Dopatrium pusillum P.Taylor
- Dopatrium senegalense Benth.
- Dopatrium stachytarphetoides Engl. & Gilg
- Dopatrium tenerum (Hiern) Eb.Fisch.